# Terry Jacks
Terrence Ross "Terry" Jacks (* 29. března 1944, Winnipeg, Manitoba) je kanadský zpěvák, skladatel, hudební producent a ochránce životního prostředí. Je známý především díky hitu „Seasons in the Sun“.

## Diskografie

### Studiová alba
- Seasons in the Sun (1974)
- Y' Don't Fight The Sea (1975)
- Pulse (1983)
- Just Like That (1987)

### Singly
| Rok  | Píseň                                                  | CAN | CAN AC | U.S. | UK |
| ---- | ------------------------------------------------------ | --- | ------ | ---- | -- |
| 1970 | „I'm Gonna Capture You“                                | 16  | -      | -    | -  |
| 1972 | „Concrete Sea“                                         | 16  | 16     | -    | -  |
| 1973 | „I'm Gonna Love You Too“                               | 7   | -      | 116  | -  |
| 1974 | „Seasons in the Sun“                                   | 1   | 1      | 1    | 1  |
| 1974 | „If You Go Away“                                       | 45  | 10     | 68   | 8  |
| 1975 | "Rock 'N' Roll (I Gave You the Best Years of My Life)" | 22  | 5      | 97   | -  |
| 1975 | „Christina“                                            | 9   | -      | 106  | -  |
| 1975 | „Holly“                                                | 64  | -      | -    | -  |
| 1976 | „Y' Don't Fight the Sea“                               | 31  | -      | -    | -  |
| 1976 | „In My Father's Footsteps“                             | 59  | -      | -    | -  |
| 1977 | „Hey Country Girl“                                     | 73  | 28     | -    | -  |
| 1981 | „Greenback Dollar“                                     | -   | 9      | -    | -  |
| 1983 | „You Fool Me“                                          | -   | 26     | -    | -  |
| 1987 | „Just Like That“                                       | -   | 17     | -    | -  |